# Санкт Петербург (булевард в Пловдив)
Вижте пояснителната страница за други значения на Санкт Петербург.
Булевард „Санкт Петербург“ е един от основните булеварди в Пловдив. В по-голямата си част е граница на пловдивските райони Източен и Тракия.
Започва от надлез „Родопи“ като продължение на булевард „Кукленско шосе“, преминава през кръстовището с булевардите „Христо Ботев“, „Източен“ и „Асеновградско шосе“. Булевардът завършва на кръговото при хотел SPS, където се пресича с булевард „Освобождение“. Булевардът е част от Републикански път III-8604.

## История
Булевардът започва да се формира през 1970-те когато са построени няколко сгради за института по горите, изчислителния център и центъра по приложна физика. Първоначално булевардът носи името на побратимения с Пловдив руски град Ленинград. Тогава е отчуждена голяма част от Ботаническа градина за да се свърже булевардът с надлеза „Скобелева майка“. През 1980-те години на булеварда е построен учебен комплекс с хотел на партийната академия АОНСУ.
През април 1992 г. град Ленинград си връща предишното име Санкт Петербург и кратко след това булевардът и хотелът със същото име в Пловдив са преименувани.
През 1999 г. е завършена и пусната в експлоатация отсечката от надлез „Родопи“ до кръстовището с „Асеновградско шосе“. 
Много от жителите на квартал „Скобелева майка“ са против завършване на последния планиран участък около Ботаническата градина.

## Обекти
За почти 3-те километра, булевардът минава покрай следните обекти:
- Храм „Света Матрона Московска“
- ОУ „Петко Славейков“
- Регионална дирекция по горите – Пловдив
- Териториален изчислителен център – Пловдив
- Централна лаборатория по приложна физика – Пловдив
- Кампус „АОНСУ“ на Технически университет – филиал Пловдив, включващ Първи и Втори учебни корпуси, студентско общежитие и стол.
- Студентски общежития „Чайка“ на Аграрния университет
- Стадион „Локомотив“
- Парк Лаута
- Мебекс – материали за мебелната промишленост
- Магазин от веригата „Технополис“
- Магазин от веригата „Техномаркет“
- Магазин от веригата „Метро“
- Хотел SPS
- Ботаническа градина